# Раздолье (Белозерский район)
Раздолье (до 1964 — Шаперино) — деревня в Белозерском районе Курганской области. Входит в состав Нижнетобольного сельсовета.

## География
Расположено на западном берегу озера Ачикуль, на расстоянии 7 км (10 км по автодороге) к юго-западу от с. Белозерского и 38 км (46 км по автодороге) к северо-востоку от города Курган.

### Часовой пояс
Раздолье, как и вся Курганская область, находится в часовой зоне МСК+2. Смещение применяемого времени относительно UTC составляет +5:00.

## История

### Археологические памятники
В окрестностях села есть археологические памятники:
| Наименование                        | Местонахождение               | Дополнительная информация |
| ----------------------------------- | ----------------------------- | ------------------------- |
| Курган «Раздолье-I» («Шаперинский») | 3 км к востоку от д. Раздолье |                           |

### История деревни
Шеперинский выселок появился между 1893 и 1912 годами. Деревня Шеперина входила в Мендерскую волость Курганского уезда Тобольской губернии.
17 июня 1918 года добровольческий отряд совместно с белочехами (около 130 пеших и 15 конных) вышел из г. Кургана для преследования отряда красных под командованием председателя крестьянской секции курганского совдепа Дмитрия Егоровича Пичугина. Утром 18 июня отряд прибыл в с. Белозерское и оттуда двинулся к с. Усть-Суерскому. Красноармейцы были взяты в плен штаб-ротмистром Гусевым. Отряд забрав отнятое оружие (150 винтовок) и 21 пленного двинулись в обратный путь. Рядовые были отпущены, из них 5 решили вступить в добровольческий отряд. По дороге, 23 июня 1918 года, Д. Е. Пичугин и один из его соратников расстреляны.
Ночью 15 августа 1919 года красный 269-й Богоявленско-Архангельский полк, наступавший в авангарде, двигаясь по дорогам идущим севернее Илецко-Иковского бора, подошел к д. Обабково. Здесь отход белой армии прикрывал 5-й Сибирский казачий полк 2-й Сибирской казачьей дивизии под командованием войскового старшины П. И. Путинцева. 16 августа 1919 года казачий полк посотенно переправился через Тобол у дд. Корюкино, Меньшиково и остановился в д. Глубокая. Вечером 17 августа 1919 года два взвода красной Богоявленской сотни были направлены в район сел Иковское, Ачикуль, Белозерское. Разведчики прошли не занятое никем село Белозерское. 22 августа 1919 года рота красного 269-го Богоявленско-Архангельского полка двинулась из д. Скопино на северный берег оз. Ачикуль для окончательной очистки западного берега Тобола от белых, еще занимавших деревни Большой и Малый Заполой, Кузьмина и Меньшиково. В д. Ачикуль к роте присоединилась красная Богоявленская конная сотня.
5 июня 1964 года Указом Президиума ВС РСФСР деревня Шаперино переименована Раздолье.

## Население
| 1912 | 1926 | 1989 | 2002 | 2010 |
| ---- | ---- | ---- | ---- | ---- |
| 446  | ↘361 | ↘48  | ↗49  | ↘40  |

Национальный состав
- По переписи населения 2002 года проживало 49 человек, из них русские  — 100 %.
- По переписи населения 1926 года проживало 361 человек, из них русские 356 чел., зыряне (коми) 5 чел.